# 皮圣樊尚
皮圣樊尚（法語：Puy-Saint-Vincent，法語發音：[pɥi sɛ̃ vɛ̃sɑ̃]）是法国上阿尔卑斯省的一个市镇，位于该省东北部，属于布里扬松区。

## 地理
皮圣樊尚（44°49'48"N, 6°29'14"E）面积22.98 平方千米，位于法国普罗旺斯-阿尔卑斯-蓝色海岸大区上阿尔卑斯省，该省份为法国东南部内陆省份，北起萨瓦省，西北接伊泽尔省，西南接德龙省，南至上普罗旺斯阿尔卑斯省，东北部与意大利接壤。
与皮圣樊尚接壤的市镇（或旧市镇、城区）包括：拉让蒂耶尔-拉贝塞、莱维尼欧、瓦卢伊斯-佩尔武。

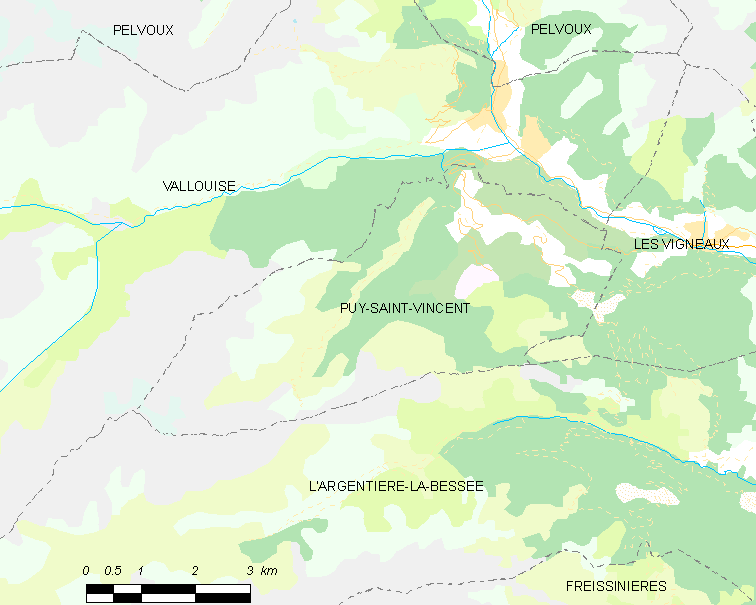
皮圣樊尚的OSM定位图

皮圣樊尚的时区为UTC+01:00、UTC+02:00（夏令时）。

## 行政
皮圣樊尚的邮政编码为05290，INSEE市镇编码为05110。

## 政治
皮圣樊尚所属的省级选区为拉让蒂耶尔-拉贝塞县。

## 人口

1962-2008年间皮圣樊尚人口变化图示

皮圣樊尚于2022年1月1日时的人口数量为270人。